# Pišta a Fišta
Pišta a Fišta (v anglickém originále Pixie and Dixie and Mr. Jinks) je americký animovaný televizní seriál vysílaný v letech 1958–1961 o dvou myších, které svádějí různé bitvy s domácím kocourem Fousem. Seriál vytvořili Joseph Barbera a William Hanna. Oba myšáci jsou vždy chytřejší než kocour, a proto mu neustále unikají.

## Hrají
- Don Messick – Pišta
- Daws Butler – Fišta
- Daws Butler – kocour Fous

1.Dabing (ČST)
- Mirko Musil – kocour Fous
- Jana Drbohlavová – Pišta, více rolí
- Vladimír Salač – více rolí
- Jana Walterová – Fišta, více rolí
- Jiří Bruder – více rolí
- Inka Šecová – více rolí
- Milan Mach – více rolí
- Josef Svátek – více rolí
- Oldřich Musil – více rolí
- Karel Vlček – více rolí
- Leoš Kaltofen – více rolí
- Jaroslav Moučka – více rolí
- Režie českého znění: Miroslav Kratochvíl

Vyrobilo Dabingové studio ÚTS Praha 1968–69 a Dabingové studio ČST Praha 1971–72
- jako segment na Pes Filipes & spol.

2.Dabing (VHS)
- Bohdan Tůma a Pavel Šrom – kocour Fous
- Eva Spoustová a Inka Šecová – Pišta
- Inka Šecová a Jiří Prager – Fišta
- Miroslav Saic – vedlejší postav

Dabing pro Hollywood Classic Entertainment 1993
3.Dabing (TV Prima)
- Miroslav Středa – kocour Fous
- Zbyšek Pantůček – Pišta
- Eva Spoustová – Fišta
- Dále v českém znění: Jiří Bruder, Daniela Bartáková, Inka Šecová, Libor Terš

Vyrobila Prima plus a.s., TV Prima 2002